# Pratia purpurascens
Pratia purpurascens là một loài thực vật có hoa trong họ Hoa chuông.